# Xurde Álvarez Fernández
Xurde Álvarez Fernández, španski pisatelj, pesnik, narator, gledališki avtor, književnik sodobne asturijščine.

## Življenje in delo
Rodil se je v okolici mesta Langreo (asturijsko Llangréu). Visokošolske študije je končal na Univerzi v Oviedu.
Njegovo literarno delovanje se je začelo leta 1999, ko je objavil pesem La sema, ki se ukvarja z družbeno tematiko. Leta 2004 je izšel njegov prvi roman v španščini No fondero de l'alcordanza de Dios, ki se ukvarja z življenjem in usodo asturijske delavske družine. V istem letu je napisal gledališko igro v asturijskem jeziku z naslovom Les llames del to llar antiguu, za katero si je pridobil nagrado Asturijske jezikovne akademije.
V 10. 21. stoletja je pisal zlasti romane. Leta 2015 se je povrnil pesništvu.
Pogosto objavlja v različnih pesniških antologijah ter asturijskih in španskih revijah kot Lliteratura, Lletres Asturianes ali La ratonera.